# Светско првенство у фудбалу 1938.
Светско првенство у фудбалу 1938. било 3. светско фудбалско првенство које се одржало у Француској од 4. јуна до 19. јуна 1938. Први пут је првенство одржано у једној франкофоној земљи.
Титулу је освојила Италија победивши репрезентацију Мађарске са 4:2. Репрезентација Бразила је освојила треће, а репрезентација Шведске четврто место. У утакмици за треће место Бразил је победио Шведску са 4:2.
Најбољи стрелац првенства је био Бразилац Леонидас са 8 постигнутих голова.

## Квалификације
Одлука ФИФЕ да се светско првенство одржи у Француској примљено је са незадовољством у Јужној Америци где се веровало да ће се светска првенства одржавати наизменично између два континента, а не као сада два пута заредом у Европи. Као резултат тога неки од најјачих националних тимова Јужне Америке су одбиле да учествују на такмичењу, Уругвај и Аргентина. Шпанија није учествовала због грађанског рата који је потресао земљу.
Ово је први пут где су се домаћин и светски првак аутоматски квалификовали на првенство. Са овом традицијом се наставило све до светског првенства у Немачкој 2006., када је укинуто правило да се светски првак аутоматски квалификује.
Првобитно је требало да учествује 16 екипа али је Аустрија после Аншлуса, иако се квалификовала за првенство, повукла своје право учешћа и одустала од такмичења.

## Такмичарски део
Првенство је опет одржано у нокаут формату, слично као 1934. и ово је било задње првенство одржано а да није било група.
Ипак нa неки начин су неке државе биле фаворизоване. Једне против друге у првом кругу нису могле да играју Немачка, Француска, Италија, Мађарска, Чехословачка, Куба и Бразил већ су оне биле носиоци против којих су извлачени парови. Извлачење је било у Паризу 5. марта 1938.
Пет утакмица првог круга је завршено нерешеним резултатом и играли су се продужеци. И поред тога две утакмице су морале да се понове. Поновљена утакмица између Немачке и Швајцарске је донела изненађење. Швајцарска је победила репрезентацију Немачке са 4:2 и поред појачања које су Немци довели. Неки играчи Аустрије су играли за Немачку репрезентације. У другој поновљеној утакмици Куба је победила Румунију са 2:1 и избацила је са такмичења.
Због повлачења Аустрије са такмичења, Шведска се директно пласирала у четвртфинале где је играла против Кубе и победила са 8:0. Домаћин Француска је поражена у утакмици са Италијом а Швајцарска је послата кући од стране Мађарске. Чехословачка је играла продужетке против Бразила у Бордоу али је Бразил био превише јак, а Чехословаци су били ослабљени повредама, преломима, своје двојице понајбољих играча Неједлија и Планичке и крајњи резултат је био 2:1 за Бразил.
У полуфиналу Мађари су разбили Шведску са 5:1. Друга полуфинална утакмица је била пуно неизвеснија. Бразил је себе сматрао фаворитом против Италије. Чак је свог најбољег стрелца Леонидаса одмарала да би били што спремнији за финале са Мађарима. Италијани су им, међутим, помрсили поразили су их са 2:1. За утеху у утакмици за треће место Бразил је победио Шведску са 4:2 а Леонидас је постао најбољи стрелац шампионата.
Финална утакмица је играна у Паризу, на стадиону Олимпика. Утакмица је почела повољно за Италијане, рано су повели голом Виториа Поце, али су Мађари изједначили за две минуте. Убрзо, Италијани, су повели још једном и до краја првог полувремена резултат је био 3:1 за Италију. Друго полувреме није донело пуно узбуђења. Свака екипа је постигла по још један гол и утакмица се завршила резултатом 4:2. Овим је Италија постала први тим који је успешно одбранио титулу и постао тим са две титуле светског шампиона.
Мусолини је екипи Италије послао телеграм подршке са поруком "Vincere o morire" око чијег садржаја које се надовезале многе приче. Голман Мађарске репрезентације Сабо да би оправдао пораз изјавио, да је плашећи се за живот италијанских фудбалера, пустио противничке играче да му дају голове. Међутим ова голманова изјава никад није узимана озбиљно од стране мађарске јавности.
Убрзо после светског првенства је избио и Други светски рат, тако да је Италија држала титулу још пуних дванаест година што чини у тоталу шеснаест година. Прича се да је трофеј Жила Римеа, који су освојили Италијани, др. Оторино Бараси чувао свих ратних година у кутији за ципеле.

## Градови домаћини
Десет градова је одређено за домаћина:
- Антиби, (Stade du Fort Carré)
- Бордо, (Stade Chaban-Delmas)
- Авр, (Stade Jules Deschaseaux)
- Лил, (Stade Victor Boucquey)
- Лион, (Stade Gerland) (једина утакмица која је ту требало да се одржи је отказана)
- Марсељ, (Stade Vélodrome)
- Париз, (Парк принчева)
- Париз (Stade Olympique Yves-du-Manoir)
- Ремс, (Stade Auguste Delaune)
- Стразбур, (Stade de la Meinau)
- Тулуз, (Stade Chapou)

## Резултати
|  | First Round                        | First Round                          |                  |       | Четвртфинале                       | Четвртфинале |                 |                 | Полуфинале | Полуфинале |  |  | Финале | Финале |
|  |                                    |                                      |                  |       |                                    |              |                 |                 |            |            |  |  |        |        |
|  | 5. јун - Париз                     |                                      |                  |       |                                    |              |                 |                 |            |            |  |  |        |        |
|  |                                    |                                      |                  |       |                                    |              |                 |                 |            |            |  |  |        |        |
|  | Француска                          | 3                                    |                  |       |                                    |              |                 |                 |            |            |  |  |        |        |
|  | Француска                          | 3                                    | 12. јун - Париз  |       |                                    |              |                 |                 |            |            |  |  |        |        |
|  | Белгија                            | 1                                    |                  |       |                                    |              |                 |                 |            |            |  |  |        |        |
|  | Белгија                            | 1                                    | Француска        | 1     |                                    |              |                 |                 |            |            |  |  |        |        |
|  | 5. јун - Марсељ                    |                                      | Француска        | 1     |                                    |              |                 |                 |            |            |  |  |        |        |
|  |                                    | Италија                              | 3                |       |                                    |              |                 |                 |            |            |  |  |        |        |
|  | Италија (Продужеци)                | Италија                              | 3                | 2     |                                    |              |                 |                 |            |            |  |  |        |        |
|  | Италија (Продужеци)                |                                      | 16. јун - Марсељ | 2     |                                    |              |                 |                 |            |            |  |  |        |        |
|  | Норвешка                           | 1                                    |                  |       |                                    |              |                 |                 |            |            |  |  |        |        |
|  | Норвешка                           | 1                                    | Италија          | 2     |                                    |              |                 |                 |            |            |  |  |        |        |
|  | 5. јун - Страсбург                 |                                      | Италија          | 2     |                                    |              |                 |                 |            |            |  |  |        |        |
|  |                                    | Бразил                               | 1                |       |                                    |              |                 |                 |            |            |  |  |        |        |
|  | Бразил (Продужеци)                 | Бразил                               | 1                | 6     |                                    |              |                 |                 |            |            |  |  |        |        |
|  | Бразил (Продужеци)                 | 12. јун – Бордо (Поновљено 14. јуна) |                  | 6     |                                    |              |                 |                 |            |            |  |  |        |        |
|  | Пољска                             | 5                                    |                  |       |                                    |              |                 |                 |            |            |  |  |        |        |
|  | Пољска                             | 5                                    | Бразил           | 1 (2) |                                    |              |                 |                 |            |            |  |  |        |        |
|  | 5. јун - Авр                       |                                      | Бразил           | 1 (2) |                                    |              |                 |                 |            |            |  |  |        |        |
|  |                                    | Чехословачка                         | 1 (1)            |       |                                    |              |                 |                 |            |            |  |  |        |        |
|  | Чехословачка (Продужеци)           | Чехословачка                         | 1 (1)            | 3     |                                    |              |                 |                 |            |            |  |  |        |        |
|  | Чехословачка (Продужеци)           |                                      | 19. јун – Париз  | 3     |                                    |              |                 |                 |            |            |  |  |        |        |
|  | Холандија                          | 0                                    |                  |       |                                    |              |                 |                 |            |            |  |  |        |        |
|  | Холандија                          | 0                                    | Италија          | 4     |                                    |              |                 |                 |            |            |  |  |        |        |
|  | 4. јун - Париз (Поновљено 9. јуна) |                                      | Италија          | 4     |                                    |              |                 |                 |            |            |  |  |        |        |
|  |                                    | Мађарска                             | 2                |       |                                    |              |                 |                 |            |            |  |  |        |        |
|  | Немачка                            | Мађарска                             | 2                | 1 (2) |                                    |              |                 |                 |            |            |  |  |        |        |
|  | Немачка                            | 12. јун - Лил                        |                  | 1 (2) |                                    |              |                 |                 |            |            |  |  |        |        |
|  | Швајцарска                         | 1 (4)                                |                  |       |                                    |              |                 |                 |            |            |  |  |        |        |
|  | Швајцарска                         | 1 (4)                                | Швајцарска       | 0     |                                    |              |                 |                 |            |            |  |  |        |        |
|  | 5. јун - Ремс                      |                                      | Швајцарска       | 0     |                                    |              |                 |                 |            |            |  |  |        |        |
|  |                                    | Мађарска                             | 2                |       |                                    |              |                 |                 |            |            |  |  |        |        |
|  | Мађарска                           | Мађарска                             | 2                | 6     |                                    |              |                 |                 |            |            |  |  |        |        |
|  | Мађарска                           |                                      | 16. јун – Париз  | 6     |                                    |              |                 |                 |            |            |  |  |        |        |
|  | Холандска источна Индија           | 0                                    |                  |       |                                    |              |                 |                 |            |            |  |  |        |        |
|  | Холандска источна Индија           | 0                                    | Мађарска         | 5     |                                    |              |                 |                 |            |            |  |  |        |        |
|  | 5. јун - Лион                      |                                      | Мађарска         | 5     |                                    |              |                 |                 |            |            |  |  |        |        |
|  |                                    | Шведска                              | 1                |       | Треће место                        | Треће место  |                 |                 |            |            |  |  |        |        |
|  | Шведска                            | Шведска                              | 1                | w/o   | Треће место                        | Треће место  |                 |                 |            |            |  |  |        |        |
|  | Шведска                            | 12. јун - Антиби                     | 12. јун - Антиби | w/o   |                                    |              | 19. јун - Бордо | 19. јун - Бордо |            |            |  |  |        |        |
|  | Аустрија                           | 12. јун - Антиби                     | 12. јун - Антиби |       |                                    |              | 19. јун - Бордо | 19. јун - Бордо |            |            |  |  |        |        |
|  | Шведска                            | 8                                    | Бразил           | 4     |                                    |              |                 |                 |            |            |  |  |        |        |
|  | Шведска                            | 8                                    | Бразил           | 4     | 5. јун - Тулуз (Поновљено 9. јуна) |              |                 |                 |            |            |  |  |        |        |
|  |                                    | Куба                                 | 0                |       | Шведска                            | 2            |                 |                 |            |            |  |  |        |        |
|  | Куба                               | Куба                                 | 0                | 3 (2) | Шведска                            | 2            |                 |                 |            |            |  |  |        |        |
|  | Куба                               |                                      |                  | 3 (2) |                                    |              |                 |                 |            |            |  |  |        |        |
|  | Румунија                           | 3 (1)                                |                  |       |                                    |              |                 |                 |            |            |  |  |        |        |
|  | Румунија                           | 3 (1)                                |                  |       |                                    |              |                 |                 |            |            |  |  |        |        |

### Прва рунда
| 4. јун 1938. 18:00 |            |                    |                                                                        |
| Немачка            | 1 : 1      | Швајцарска         | Париз Стадион Парк принчева Судија: Ланген (Белгија) Гледалаца: 30,000 |
| Јозеф Гаучел 29’,  | (Извештај) | Андре Абеглен 43’, | Париз Стадион Парк принчева Судија: Ланген (Белгија) Гледалаца: 30,000 |

| 5. јун 1938. 17:00                                                                 |            |                              |                                                                       |
| Мађарска                                                                           | 6 : 0      | Холандска источна Индонезија | Ремс Стадион Август Делане Судија: Конри (Француска) Гледалаца: 8.000 |
| Вилмош Кохут 14’, · Геза Толди 16’ · Ђерђ Шароши 25’ 88’ · Ђула Женгелер 30’ 67’ · | (Извештај) |                              | Ремс Стадион Август Делане Судија: Конри (Француска) Гледалаца: 8.000 |

| 5. јун 1938. |                                                                |          |                                         |
| Шведска      | 3 : 0                                                          | Аустрија | Лион Стадион Герланд Судија: Гледалаца: |
|              | Аустрија одустала, Шведска се квалификовала даље . (Извештај)] |          | Лион Стадион Герланд Судија: Гледалаца: |

| 5. јун 1938. 17:00                                           |            |                    |                                                                |
| Куба                                                         | 3–3        | Румунија           | Тулуз Стадион Тулуза Судија: Скарпи (Италија) Гледалаца: 6.000 |
| Хектор Сокоро 44’, · Томас Фернандез 87’ · Хуан Туњаз 117’ · | (Извештај) | Силвиу Биндеа 35’, | Тулуз Стадион Тулуза Судија: Скарпи (Италија) Гледалаца: 6.000 |

| 5. јун 1938. 17:00                       |            |                      |                                                                      |
| Француска                                | 3 : 1      | Белгија              | Париз Стадион Олимпика Судија: Витрих (Швајцарска) Гледалаца: 32.000 |
| Емил Венанте 1’, · Жан Николас 16’ 69’ · | (Извештај) | Хенри Иземборгс 38’, | Париз Стадион Олимпика Судија: Витрих (Швајцарска) Гледалаца: 32.000 |

| 5. јун 1938. 17:00                      |            |                   |                                                                     |
| Италија                                 | 2 : 1      | Норвешка          | Марсељ Стадион Велодром Судија: Беранек (Немачка) Гледалаца: 18.000 |
| Пиетро Ферарис 2’, · Силвио Пиола 94’ · | (Извештај) | Арне Брустад 83’, | Марсељ Стадион Велодром Судија: Беранек (Немачка) Гледалаца: 18.000 |

| 5. јун 1938. 17:30                                                             |            |                                                                   |                                                                          |
| Бразил                                                                         | 6 : 5      | Пољска                                                            | Стразбур Стадион де ла Меинау Судија: Еклинд (Шведска) Гледалаца: 16.000 |
| Леонидас да Силва 18’, 93’ 104’ · Ромео Пеликиари 25’ · Хосе перацио 44’ 71’ · | (Извештај) | Фридерик Шарфке 23’ (пен), · Ернест Вилимовски 53’ 59’ 89’ 118’ · | Стразбур Стадион де ла Меинау Судија: Еклинд (Шведска) Гледалаца: 16.000 |

| 5. јун 1938. 18:30                                           |            |           |                                                                   |
| Чехословачка                                                 | 3 : 0      | Холандија | Авр Стадион Жил Дешасе Судија: Леклерк (Француска) Гледалаца: н/п |
| Јозеф Кошталек 93’, · Олдрич Неједли 111’ · Јозеф Земан 118’ | (Извештај) |           | Авр Стадион Жил Дешасе Судија: Леклерк (Француска) Гледалаца: н/п |

#### Поновљене утакмице
| 9. јун 1938. 18:00                               |            |                                                               |                                                                |
| Немачка                                          | 2 : 4      | Швајцарска                                                    | Париз Парк Принчева Судија: Еклинд (Шведска) Гледалаца: 22.000 |
| Вилхелм Ханеман 8’ · Ернст Лертшер 22’ (аутогол) | (Извештај) | Еуген Валачек 42’, · Алфред Бикел 64’ · Андре Абеглен 75’ 78’ | Париз Парк Принчева Судија: Еклинд (Шведска) Гледалаца: 22.000 |

| 9. јун 1938. 18:00                         |            |                   |                                                                |
| Куба                                       | 2 : 1      | Румунија          | Тулуз Стадион Тулуза Судија: Бирлем (Немачка) Гледалаца: 5.000 |
| Хектор Сокоро 51’, · Карлос Оливеира 57’ · | (Извештај) | Штефан Добај 35’, | Тулуз Стадион Тулуза Судија: Бирлем (Немачка) Гледалаца: 5.000 |

### Друга рунда
| 12. јун 1938. 17:00 |            |                                     |                                                                        |
| Швајцарска          | 0 : 2      | Мађарска                            | Лил Стадион Виктор Боске Судија: Барласина (Италија) Гледалаца: 14.000 |
|                     | (Извештај) | Ђерђ Шароши 40’ · Ђула Женгелер 89’ | Лил Стадион Виктор Боске Судија: Барласина (Италија) Гледалаца: 14.000 |

| 12. јун 1938. 17:00                                                                              |            |      |                                                                        |
| Шведска                                                                                          | 8 : 0      | Куба | Антиби Стадион Форт Каре Судија: Крист (Чехословачка) Гледалаца: 6.000 |
| Торе Келер 9’, 80’,>, 81’ · Густав Ветерстрем 32’, 37’ 44’ · Арне Ниберг 84’ · Хари Андерсон 90’ | (Извештај) |      | Антиби Стадион Форт Каре Судија: Крист (Чехословачка) Гледалаца: 6.000 |

| 12. јун 1938. 17:00 |            |                                        |                                                                 |
| Француска           | 1 : 3      | Италија                                | Париз Стадион Олимпика Судија: Берт (Белгија) Гледалаца: 58.000 |
| Оскар Хејсерер 10’  | (Извештај) | Ђино Колауси 9’ · Силвио Пиола 51’ 72’ | Париз Стадион Олимпика Судија: Берт (Белгија) Гледалаца: 58.000 |

| 12. јун 1938. 17:00   |            |                          |                                                                            |
| Бразил                | 1 : 1      | Чехословачка             | Бордо Стадион Шабан-Делмаш Судија: фон Херцка (Мађарска) Гледалаца: 25.000 |
| Леонидас да Силва 30’ | (Извештај) | Олдрич Неједли 65’ (пен) | Бордо Стадион Шабан-Делмаш Судија: фон Херцка (Мађарска) Гледалаца: 25.000 |

#### Поновљена утакмица
| 14. јун 1938. 18:00                                |            |                       |                                                                           |
| Бразил                                             | 2 : 1      | Чехословачка          | Бордо Стадион Шабан-Делмаш Судија: Капдевил (Француска) Гледалаца: 20.000 |
| Леонидас да Силва 57’ · Роберто Емилио да Куња 62’ | (Извештај) | Властимил Копецки 25’ | Бордо Стадион Шабан-Делмаш Судија: Капдевил (Француска) Гледалаца: 20.000 |

### Полуфинале
| 16. јун 1938. 18:00                                          |            |                |                                                                   |
| Мађарске                                                     | 5 : 1      | Шведска        | Париз Парк Принчева Судија: Леклерк (Француска) Гледалаца: 22.000 |
| Ђула Женгелер 19’ 39’ 85’ · Пал Титкош 37’ · Ђерђ Шароши 65’ | (Извештај) | Арне Ниберг 1’ | Париз Парк Принчева Судија: Леклерк (Француска) Гледалаца: 22.000 |

| 16. јун 1938. 18:00                       |            |                     |                                                                       |
| Италија                                   | 2 : 1      | Бразил              | Марсељ Стадион Велодром Судија: Витрих (Швајцарска) Гледалаца: 30.000 |
| Ђино Колаузи 57’ · Ђузепе Меаца 62’ (пен) | (Извештај) | Ромеу Пеличиари 25’ | Марсељ Стадион Велодром Судија: Витрих (Швајцарска) Гледалаца: 30.000 |

### Утакмица за треће место
| 19. јун 1938. 17:00                |            |                                                                    |                                                                       |
| Шведска                            | 2 : 4      | Бразил                                                             | Бордо Стадион Шабан-Делмас Судија: Ланген (Белгија) Гледалаца: 20.000 |
| Свен Јонасон 28’ · Арне Ниберг 38’ | (Извештај) | Ромеу Пеличиари 44’ · Леонидас да Силва 63’ 74’ · Хосе перацио 80’ | Бордо Стадион Шабан-Делмас Судија: Ланген (Белгија) Гледалаца: 20.000 |

### Финале
| 19. јун 1938. 17:00             |            |                                            |                                                                       |
| Мађарска                        | 2 : 4      | Италија                                    | Париз Стадион Олимпика Судија: Капдевил (Француска) Гледалаца: 60.000 |
| Пал Титкош 8’ · Ђерђ Шароши 70’ | (Извештај) | Ђино Колауси 6’ 35’ · Силвио Пиола 16’ 62’ | Париз Стадион Олимпика Судија: Капдевил (Француска) Гледалаца: 60.000 |

- Италија: Оливијери, Фони, Рава, Серантони, Андреоло, Локатели, Биавати, Меаца, Пиола, Ферари, Колауси.
- Мађарска: Сабо, Полгар, Биро, Салај, Сич, Лазар, Шаш, Винце, Шароши, Женгелер и Титкош.

## Награде
| Победник Светског првенства 1938.   |
| ----------------------------------- |
| Репрезентација Италије Друга титула |

| Најбољи стрелац (голгетер): |
| --------------------------- |
| Бразил, Леонидас да Силва   |

## Стрелци
| 7 голова - Леонидас () 6 голова - Ђула Женгелер () 5 голова - Ђерђ Шароши () - Силвио Пиола () 4 гола - Ђино Колауси () - Ернест Вилимовски () 3 гола - Жозе Перацио () - Ромеу () - Торе Келер () - Арне Ниберг () - Густав Ветерштрем () - Андре Абеглем () 2 гола - Хектор Сокоро () - Олдрич Неједли () - Жан Николас () - Силвиу Биндеа () Ауто гол - Ернст Лертчер (за Немачку) () | 1 гол - Хенри Исемборгс () - Роберто Емилио да Куња () - Томас Фернандез () - Карлос Оливијера () - Хуан Туњас () - Властимил Копецки () - Јозеф Кошталек () - Јозеф Земан () - Оскар Хејсерер () - Емил Венанте () - Јозеф Гаучел () - Вилхелм Ханеман () - Вилмош Кохут () - Ференц Шаш () - Пал Титкош () - Геза Толди () - Пјетро Ферарис () - Ђузепе Меаца () - Арне Брустад () - Фредерик Шерфке () - Јулију Баратки () - Штефан Добај () - Хари Андерсон () - Свен Јонасон () - Алфред Бикел () - Еуген Валачек () |